# Glenn Kweh
Glenn Kweh (* 26. März 2000 in Singapur), mit vollständigen Namen Glenn Kweh Jia Jin, ist ein singapurischer Fußballspieler.

## Karriere

### Verein
Glenn Kweh erlernte das Fußballspielen in der Jugendmannschaft von Home United sowie in den Mannschaften der National Football Academy und des Victoria Junior College. Von Anfang 2019 bis April 2021 absolvierte er seinen Militärdienst. Seinen ersten Vertrag unterschrieb er am 16. April 2021 bei den Young Lions. Die Young Lions sind eine U23-Mannschaft, die 2002 gegründet wurde. In der Elf spielen U23-Nationalspieler und auch Perspektivspieler. Ihnen soll die Möglichkeit gegeben werden, Spielpraxis in der ersten Liga, der Singapore Premier League, zu sammeln. Sein Erstligadebüt gab er am 14. April 2021 (7. Spieltag) im Auswärtsspiel gegen Hougang United. Hier wurde er in der 71. Minute für Khairin Nadim eingewechselt. Für die Young Lions bestritt er 37 Erstligaspiele. Zu Beginn der Saison 2023 unterschrieb er einen Vertrag beim Ligakonkurrenten Tampines Rovers.

### Nationalmannschaft
Glenn Kweh spielte von 2021 bis 2022 neunmal für die singapurische U23-Nationalmannschaft. Sein Debüt in der singapurischen Nationalmannschaft gab er am 1. Juni 2022 in einem Freundschaftsspiel gegen Kuwait. Bei der 2:0-Niederlage wurde er in der 60. Minute für Ikhsan Fandi eingewechselt.